# 王定放
王定放，中国人民解放军火箭軍少将。

## 簡歷
歷仼火箭军某基地政委、火箭军政治工作部副主任，在2015年9月举行的抗战胜利七十周年阅兵中，王定放作为56名将军领队之一率部参阅。